# Јола
Јола (грч. Ιόλη) је кћерка Еурита, краља Ехалије. Била је жена Херакловог сина Хиле.

## Митологија
Њена лепота је била нешто о чему се надалеко причало, а њене русе косе су је још више истицале. Краљ Еурит, њен отац, је обећао да ће је дати за жену ономе ко њега победи у гађању луком и стрелом. Тај услов је био невероватно тежак, јер је он био најбољи стрелац у целој Грчкој. Када се учинило да ће Јола остати уседелица, у Ехалију је стигао Херакле. Он се, чим је угледао Јолу, заљубио у њу, а већ сутрадан је победио краља Еурита у гађању стрелом. Љут на свог ученика, јер га је победио, Еурит није дозволио да се Јола уда за Херакла и отерао га је из Ехалије. Херакле се потом оженио са прекрасном Дејаниром, кћерком калидонског краља Енеја, али никада није заборавио на Јолу.
Јола се годинама није удавала, а када се Херакле вратио у Ехалију да се освети Еуриту, међу заробљеницима је угледао и Јолу. У њему је букнула стара љубав због које је чак био спреман и да напусти Дејаниру, али је судбина хтела да Херакле оде са овога света.
Хераклов најстарији син Хил, да би испунио очеву жељу и да би Херакле био спокојан на оном свету, оженио је Јолу.